# 岸川真
岸川 真（きしかわ しん、1972年 - ）は、長崎県長崎県生まれの作家、フリー編集者。東京都中央区月島在住。

## 略歴
母子家庭で育つ。長崎県立長崎南高等学校卒業。山口大学人文学部中退。アルバイト生活を経て、日本映画学校（現・日本映画大学）に入学・卒業。在学中より商業目的の音楽ビデオ制作などを行う。佐藤忠男に師事した。卒業後、助監督、出版社「ソフトマジック」勤務を経て、フリーランスの編集者に。その後、数冊の映画関係書の編集をてがけ、「『映画評論』の時代」（カタログハウス）を師、佐藤忠男と共に上梓。
「借金中毒列島」「球漫」（伊集院光がラジオ放送中に彼の名前を何度も呼びかけ、原稿の遅れを詫びた逸話がある）などの、著書刊行インタビューに従事。青島幸男との本はなぜか出版されずになっている（戦後民主主義とタレント議員をテーマとし
ていたという）。以後、岩波新書や岩波現代文庫、岩波ジュニア新書で編集を続け、「映画秘宝」でも執筆していた。主な彼の担当者は、佐藤忠男、おかだえみこ、滝本誠、青山南、筒井康隆、高橋源一郎という顔ぶれであった。他に雑誌編集者として「伝説マガジン」に関わった。
インタビュアーを担当した「作劇術」（岩波書店 2006）が縁となり新藤兼人に師事、才能がないと考えて断筆していたシナリオを書き始める。樫原辰郎らと共にプロアマ混合の映画文化刷新団体「映画末期」を立ち上げる。また『文藝』『文學界』など文芸誌に小説を発表している。

## 著書
- 『フリーという生き方』岩波ジュニア新書（2007）
- 『佃島月島游記 都会の島の物語』アニカ（2008）
- 『蒸発父さん 詐欺師のオヤジを探しています』バジリコ(2008）幻冬舎文庫（2010)
- 『フリーの教科書 生き延びるための読書』早美出版（2009）
- 『半ズボン戦争』幻冬舎（2009）
- 『だれでも書けるシナリオ教室』芸術新聞社（2010）
- 『あくたれ！』双葉社（2011）（小説）
- 『突撃! 貧乏ライター戦記 ルポ・メルトダウンから尖閣、生活保護まで』宝島社新書 2013
- 『赫獣 = The Red Beast』河出書房新社 2014
- 『亀井静香、天下御免!』河出書房新社   2017
- 『暴力』河出書房新社 2018

### 共著
- 「映画評論の時代」カタログハウス（佐藤忠男共編）（2003）
- 「借金中毒列島」岩波書店（室井忠道と共著）（2003）
- 「球漫 野球漫画シャベリたおし!」実業之日本社（伊集院光共著）（2003）
- 「おかね教育」晶文社（室井忠道共著）(2004）

## 単行本未収録作品
- 「蹴る」文芸 54(3) 2015
- 「PET」文芸 55(2) 2016
- 「坂に馬」文學界 2016-10
- 「撞木」文學界 2017-02

## エピソード
- 硬軟とりまぜた平易な文体と、貧困や出生と言う重いテーマをユーモラスに描く。（トークショー----参考。）
- mixiでは「最後の破滅型文士」と呼ばれているが、本人は「破滅したくない」と言っている。（mixi日記、コミュ----参考。）
- フリー編集者という不安定な生活で発病した鬱病とパニック症を持病とし、メディアでの正しい認知を呼びかけている。（本人ブログ、「フリーという生き方」「フリーの教科書」----参考。）
- 現在、連載は南陀楼綾繁も参加しているリトルマガジン「雲遊天下」。
- 約三百枚の原稿を一週間以内で書くという速筆。（本人ブログ----参考。）
- 高校の先輩として吉田修一。映画学校の同期に李相日、松江哲明、林田賢太、山辺健史、茂木一樹がいる。（「ぐるり」、日記、ブログ----参考。）